# Avocourt
Avocourt település Franciaországban, Meuse megyében. Lakosainak száma 121 fő (2022. január 1.). Avocourt Aubréville, Cheppy, Esnes-en-Argonne, Malancourt, Montfaucon-d’Argonne, Montzéville, Vauquois és Véry községekkel határos.

## Népesség
A település népességének változása:
| Lakosok száma | 182  | 103  | 114  | 125  | 119  | 112  | 108  | 116  | 120  | 121  |
|               | 1968 | 1982 | 1990 | 2006 | 2013 | 2015 | 2017 | 2019 | 2020 | 2022 |